# Tramwaje w Wołgogradzie
Tramwaje w Wołgogradzie – system komunikacji tramwajowej działający w Wołgogradzie od 9 kwietnia 1913 r.
System składa się z trzech niezależnych sieci: północnej, centralnej i południowej (byłego miasta Krasnoarmiejsk). Przed 1984 północna i centralna sieci istniały jako jedna i rozdzieliły się przy konwersji linii № 8 do tzw. szybkiego tramwaju (СТ, скоростной трамвай, ST, skorostnoj tramwaj). Od tego czasu linia № 13 i ST tworzą północną sieć, nie mając połączenia z centralną.

## Linia szybkiego tramwaju
Linia szybkiego tramwaju jest częścią systemu tramwajowego Wołgogradu, częściowo ukryta pod ziemią, zaliczana do systemów premetra. Działa od 5 listopada 1984.
Ten nietypowy środek transportu uruchomiony został 5 listopada 1984. Obecna linia wołgogradzkiego szybkiego tramwaju składa się z 13,5 km odcinka na którym znajduje się 18 stacji, z czego trzy znajdują się pod ziemią. Linia prowadzi z północnych dzielnic Wołgogradu do centrum miasta. Długość podziemnego odcinka linii wynosi 3,3 km. Czas przejazdu pomiędzy krańcowymi przystankami wynosi 32 minuty. Szybki tramwaj w Wołgogradzie przewozi około 50 milionów pasażerów rocznie.

## Linie
W Wołgogradzie funkcjonuje 13 linii tramwajowych, w tym dwie linie szybkiego tramwaju:
| Linia | Trasa                                 |
| ----- | ------------------------------------- |
| ST    | WGTZ - Płoszczad Czekistow            |
| ST2   | Stadion „Monolit” - Jelszanka         |
| 1     | Dietskij Centr - Ulica Monczegorskaja |
| 2     | Dietskij Centr - Szkoła nr 36         |
| 3     | Ulica KIM - Obuwnaja fabryka          |
| 4     | Dietskij Centr - Obuwnaja fabryka     |
| 5     | Ulica Radomskaja - Żyłgorodok         |
| 6     | Ulica KIM - Szkoła nr 36              |
| 7     | Ulica KIM - Żyłgorodok                |
| 10    | Dietskij Centr - Żyłgorodok           |
| 11    | Sudowerf - Kaustyk                    |
| 12    | Żyłgorodok - Szkoła nr 36             |
| 13    | Stadion "Monolit" - Ulica Matrosowa   |

## Tabor
| Typ                      | Ilustracja | Producent | Lata produkcji | Liczba szt. | Linie                                   | Uwagi                                                                  |
| ------------------------ | ---------- | --------- | -------------- | ----------- | --------------------------------------- | ---------------------------------------------------------------------- |
| Tatra T3SU (dwudrzwiowa) |            | ČKD       | 1968–1977      | 131         | 1, 2, 3, 4, 5, 6, 7, 10, 11, 12, 13     |                                                                        |
| Tatra T3SU               |            | ČKD       | 1978–1987      | 152         | ST, 1, 2, 3, 4, 5, 6, 7, 10, 11, 12, 13 |                                                                        |
| Tatra KT8D5              |            | ČKD       | 1984           | 1           | ST2                                     | Do 1.12.2011 r. kursował na linii SТ.                                  |
| Tatra T6B5SU             |            | ČKD       | 1987–1989      | 20          | 2, 10, 12                               | Do 2003 r. kursowały w składach.                                       |
| Tatra T3SU mod. WZSM     |            | WZSM      | 1996–2001      | 11          | 1, 2, 3, 4, 5, 6, 7, 10, 11             | Zmodernizowano 12 wagonów, jeden został skasowany.                     |
| Tatra T3R.PV             |            | Pragoimex | 2006           | 2           | ST                                      | Do lutego 2008 r. kursował na linii nr 10. Obecnie obsługuje linię SТ. |
| LWS-2009                 |            | PTMZ      | 2008–2012      | 10          | ST2                                     | Do 1.12.2011 r. kursował na linii SТ.                                  |
| 71-409-01                |            | UWZ       | 2015           | 1           | 2                                       | Wagon przechodzi jazdy próbne. Stacjonuje w zajezdni nr 2.             |